# Río Guárico
Der Río Guárico ist ein etwa 525 Kilometer langer linker Nebenfluss des Río Apure im Bundesstaat Guárico in Venezuela.
Der Fluss entspringt im südlich der Hauptstadt Caracas liegenden Teil der Cordillera de la Costa und fließt von dort in südlicher Richtung ab. Der noch am Oberlauf befindliche Camatagua-Stausee dient der Wasserversorgung von Caracas.
Auch das flache und durch den Regenschatten des Küstengebirges auch relativ trockene Hinterland der Llanos Centrales mit der Großstadt Calabazo nutzt das zugeführte Wasser intensiv.
Der Río Orituco ist der bedeutendste Zufluss, er mündet südlich Calabazo von links in den Río Guárico.
Der Unterlauf des Río Guárico liegt bereits in einer Übergangszone zum tropischen Regenwald; der hier herrschende Überfluss an Niederschlägen kann durch den Hauptlauf des Flusses nicht bewältigt werden. Es hat sich in diesem Gebiet um die Stadt San Fernando de Apure ein dichtes Netz von Nebenläufen und Sümpfen herausgebildet, die über den Río Apure dem Orinoco zufließen.